# Ryō Takahashi
Ryō Takahashi (高橋 諒 Takahashi Ryō?, Gunma, 16 de julio de 1993) es un futbolista japonés que juega como centrocampista en el Kamakura International FC.

## Trayectoria

### Clubes
| Club                      | País  | Año       |
| ------------------------- | ----- | --------- |
| Nagoya Grampus            | Japón | 2016-2017 |
| Shonan Bellmare           | Japón | 2017-2018 |
| Matsumoto Yamaga F. C.    | Japón | 2019-2020 |
| Shonan Bellmare           | Japón | 2021-2022 |
| Fagiano Okayama           | Japón | 2023-2024 |
| Kamakura International FC | Japón | 2025-     |

## Palmarés

### Títulos nacionales
| Título         | Club            | País  | Año  |
| -------------- | --------------- | ----- | ---- |
| J2 League      | Shonan Bellmare | Japón | 2017 |
| Copa J. League | Shonan Bellmare | Japón | 2018 |